# Stensjöflyarna (Hotagens socken, Jämtland, 709839-143894)
Stensjöflyarna är en sjö i Krokoms kommun i Jämtland och ingår i Indalsälvens huvudavrinningsområde. Stensjöflyarna ligger i Gråberget-Hotagsfjällen Natura 2000-område.